# په موره
په موره (انگلیسی: Pepe Moré؛ زادهٔ ۲۹ ژانویهٔ ۱۹۵۳) بازیکن فوتبال اهل اسپانیا است.
از باشگاه‌هایی که در آن بازی کرده‌است می‌توان به باشگاه فوتبال رئال وایادولید و باشگاه فوتبال بارسلونا اشاره کرد.